# Carlos Feller
Carlos Feller, geboren als Kalman Felberbaum, (* 30. Juli 1922 in Złoczów, Polen; † 21. Dezember 2018 in Kempten/Allgäu) war ein argentinischer Opernsänger (Bass). Er wirkte fast dreißig Jahre am Kölner Opernhaus.

## Leben

### Herkunft und Ausbildung
Carlos Feller wurde als Sohn osteuropäischer Juden östlich von Lemberg in der Woiwodschaft Tarnopol geboren. Ende der 1920er Jahre wanderte die Familie nach Südamerika aus und fand zunächst Heimat in Montevideo in Uruguay, wo sie in einfachen Verhältnissen lebte und Feller auch aufwuchs. Später zog die Familie nach Buenos Aires um. Ein Großteil von Fellers Verwandtschaft wurde später im Holocaust ermordet.
Während seiner Schulzeit spielte Feller in einer Laienspielgruppe Theater und sang im Schulchor. Trotz der wirtschaftlich schwierigen Situation ließ Fellers Vaters seine Kinder studieren. Carlos Feller, der in Montevideo sein Abitur abgelegt hatte, begann anschließend ein Studium der Zahnmedizin, da dieser Beruf ihn interessierte, und er hoffte, damit zum Lebensunterhalt der Familie beitragen und deren Lebensabend finanzieren zu können. Nebenbei nahm er ersten Gesangsunterricht und sang bei größeren Konzerten im Chor mit, wo er gelegentlich auch kleinere Soli übernahm.
Im Alter von 19 Jahren – Feller studierte damals im dritten Semester Zahnmedizin – wurde er bei einem Konzert von dem Dirigenten Erich Kleiber entdeckt, der ihn aufforderte, zu einem Vorsingen nach Buenos Aires zu kommen. Nach seinem Vorsingen bekam er einen Dreijahresvertrag für kleinere Rollen angeboten, mit der Auflage im angegliederten Opernstudio weiter zu studieren. Seine Gesangsausbildung erhielt Feller dann an der Opernschule des Teatro Colón u. a. bei der Koloratursopranistin Edytha Fleischer.

### Anfänge
Während des Zweiten Weltkriegs hatte er die Möglichkeit, am Teatro Colón Aufführungen mit den emigrierten Dirigenten Erich Kleiber und Fritz Busch zu besuchen, und während der sogenannten „internationalen“ Saison Opernsänger wie Helen Traubel, Lauritz Melchior und Herbert Janssen zu hören. 1946 debütierte er mit der kleinen Rolle des Arztes (Le Medicin) in Debussys einzigem Opernwerk Pelléas et Mélisande. Nach dreijähriger Ausbildungszeit erhielt Feller am Teatro Colón einen regulären Vertrag, zunächst noch für sog. „Comprimario“-Rollen, dann aber auch schon bald für größere Partien. In den folgenden 10 Jahren blieb er am Teatro Colón. 1949 sang er unter Kleibers Dirigat erstmals den Don Alfonso in Così fan tutte, der später eine seiner am häufigsten gesungenen Partien wurde. In der „nationalen“ Saison, ohne gastierende Stars, übernahm er dann bereits einige Hauptrollen seines Fachs.
Gemeinsam mit jungen Kollegen gründete er am Teatro Colón eine Kammeroper, wo die Sänger anfangs ohne Gage und ohne finanzielle Unterstützung auftraten. Erst später fanden sich private Gönner. Studienleiter der „Ópera de Camara“ war der später bekannte Komponist Mauricio Kagel. Feller sang an der Kammeroper u. a. in Il filosofo di campagna von Baldassare Galuppi und L’Ivrogne corrigé von Gluck. 1958 wurde Feller gemeinsam mit der Kammeroper Buenos Aires zur Weltausstellung in Brüssel eingeladen, wo er in der Titelrolle des Einakters Il maestro di capella von Domenico Cimarosa großen Erfolg hatte. Es folgten weitere Gastspiele der Kammeroper am Théâtre des Nations in Paris und an der Sadler’s Wells Opera in London.
Feller entschied sich anschließend, aufgrund der sich ihm bietenden vielfältigen beruflichen Möglichkeiten, gemeinsam mit seiner Familie in Europa zu bleiben. Sein erstes Festengagement in Deutschland erhielt er am Stadttheater Mainz. Anschließend war er Ensemblemitglied am Opernhaus Frankfurt (1960–1962) und dann, unter der Leitung von Joachim Klaiber und Peter Ronnefeld, an den Städtischen Bühnen Kiel bis 1969.

### Engagement an der Oper Köln
1969 gelang es dem Dirigenten und Kölner GMD István Kertész Feller, der ursprünglich lediglich als Einspringer für eine Festaufführung der Mozart-Oper Così fan tutte nach Köln engagiert worden war, zunächst mit einem Dreijahresvertrag fest an die Oper Köln zu binden. Feller verlängerte anschließend und blieb dauerhaft in Köln. Von 1969 bis 1996 gehörte er als Bassist zum ständigen Ensemble der Oper Köln. 1992 wurde er vom Rat der Stadt Köln zum Ehrenmitglied ernannt.
In Köln sang Feller eine Vielzahl von Partien in einem Rollenspektrum, das von Vätern, Komödianten, skurrilen Typen über Gauner und Verbrecher bis zu unheimlichen Gestalten reichte. Bis 1975 zunächst unter dem Generalintendanten Claus Helmut Drese, später dann unter der Leitung von Michael Hampe „prägte“ Feller als Sängerdarsteller die Kölner Oper. Er galt als „Charakterdarsteller“ und „Erzkomödiant“. Zu seinen Kölner „Glanzpartien“ gehörten Bartolo in Rossinis Der Barbier von Sevilla, ebenso wie in Mozarts Die Hochzeit des Figaro, die Titelrolle in Don Pasquale und insbesondere der Don Alfonso (Così fan tutte). Im Mozart-Zyklus von Jean-Pierre Ponnelle war er als Leporello, Bartolo und Don Alfonso zu hören. In der Spielzeit 1981/82 sang er den Don Alfonso unter der musikalischen Leitung von John Pritchard. Feller trat in Köln des Weiteren als Interpret der Klassischen Moderne mit Partien wie Doktor in Wozzeck oder als Greis Schigolch in Lulu (u. a. in der Spielzeit 1994/95 in einer Neuinszenierung von Michael Hampe) hervor. In der Spielzeit 1990/91 war Feller unter der Regie von Willy Decker der Alchimist Popolani in einer Neuinszenierung der Offenbach-Operette Blaubart. In der Spielzeit 1992/93 war er, wiederum in einer Regiearbeit Willy Deckers, der „wie ein greiser Seher behandelte“ alte Seemann Dansker in einer Neuinszenierung der Britten-Oper Billy Budd. In der Spielzeit 1994/95 sang er außerdem in der Trittico-Neuinszenierung von Willy Decker den Ex-Bürgermeister Simone in Il tabarro.
Feller nahm auch an einer Israel-Tournee der Kölner Oper teil, wo er als Wozzeck-Doktor und Don Alfonso auftrat, und von der israelischen Presse hoch gelobt wurde. Seine Karriere beendete Feller Anfang der 2000er Jahre. Im Dezember 2009 trat er im Rahmen eines »Sängerporträts« zum letzten Mal an der Oper Köln öffentlich auf. Im April 2013 nahm er an der Oper Köln als Gast an einer Festveranstaltung für Matti Salminen teil und betätigte sich, mittels einer Videogrußbotschaft, auch als Laudator.

### Gastspiele
Feller gastierte im Laufe seiner Karriere an den Staatsopern von München, Hamburg und Stuttgart, an der Deutschen Oper am Rhein, am Nationaltheater Mannheim, am Staatstheater Kassel, am Staatstheater Hannover und an der Deutschen Oper Berlin (als Don Pasquale mit Barry McDaniel als Doktor Malatesta in einer Neuinszenierung in der Spielzeit 1979/80). Im Mai 1985 sang er zur Eröffnung der Schwetzinger Festspiele unter der musikalischen Leitung von Arnold Östman die Rolle des Lesbo in Agrippina.
In Europa trat er unter anderem bei der Niederländischen Oper Amsterdam, am Brüsseler Opernhaus, an der Opéra-Comique Paris (1984 als Geronimo in Il matrimonio segreto), am Grand Théâtre de Genève (1985 als Schigolch, 1991 als Bartolo im Barbier von Sevilla, den er „stimmlich wie darstellerisch glaubhaft zu verkörpern wußte“ und in der Saison 2001/02 als Crespel in Hoffmanns Erzählungen) und an der Wiener Volksoper auf. Im Mai 1992 gastierte er am Teatro Nacional de São Carlos in Lissabon als Don Alfonso.
Im März 1988 gab er, mittlerweile bereits Mitte sechzig, unter der musikalischen Leitung von James Levine und mit Kiri Te Kanawa als Partnerin sein spätes Debüt an der Metropolitan Opera in New York City als Don Alfonso. An der MET trat er bis Dezember 1991 neben dem Alfonso noch als Bartolo in Rossinis Der Barbier von Sevilla auf. In den USA gastierte Feller außerdem bei der Miami Opera (1990, als Bartolo im Barbier) sowie in Washington (unter dem Dirigat von Daniel Barenboim).
1990 gastierte er nochmals am Teatro Colón, 1991 in Santiago de Chile. In der Opernsaison 1990/91 war er der Schigolch in der Lulu-Produktion am Teatro La Fenice in Venedig. 1992 trat er am Teatro Communale di Ferrara als Don Alfonso in einer Così fan tutte-Produktion unter der musikalischen Leitung von John Eliot Gardiner auf, die später auch auf CD veröffentlicht wurde. 1993 sang er, „im positiven Sinn routiniert“, in der Queen Elizabeth Hall in London den Bartolo in Le nozze di Figaro in einer Aufführung unter der musikalischen Leitung von John Eliot Gardiner, deren Mitschnitt später bei der Deutschen Grammophon ebenfalls auf CD veröffentlicht wurde. In der Opernsaison 1997/1998 sang er an der Opéra Bastille (Dottore Grenvil in La Traviata, Schigolch). Im Oktober 1998 und bei der Wiederaufnahme der Produktion im Mai 2001 gastierte er am Théâtre Royal de la Monnaie in Brüssel in der Charakterpartie des Gärtners Antonio in Le nozze di Figaro. Im August/September 2001 trat er am Teatro Colón, an der Seite von Frederica von Stade und Thomas Allen, als Baron Mirko Zeta in der Operette Die lustige Witwe auf.
Bereits frühzeitig sang Feller bei internationalen Festspielen. 1958 wurde er erstmals zu den Festspielen von Glyndebourne eingeladen, wo er unter der musikalischen Leitung von Sir John Pritchard den Figaro (mit Elisabeth Söderström als Partnerin) und Don Alfonso sang. 1959 folgten dort erneut Figaro und Don Alfonso, 1960 war er der Sprecher in Die Zauberflöte. 1960 sang er beim Edinburgh Festival den Doktor Bombasto im Operneinakter Arlecchino von Ferruccio Busoni. Mehrfach trat er bei den Salzburger Festspielen auf, so 1969 als Uberto in Pergolesis La serva padrona, 1979/80 als Dr. Bartolo in Le nozze di Figaro, 1982 als Don Alfonso und 1983 als Notar in Der Rosenkavalier.
Er gastierte außerdem bei den Drottningholmer Festspielen (im Juli 1984 als Don Alfonso, im Sommer 1987 als Bartolo in Le nozze di Figaro) und mehrfach bei den Schwetzinger Festspielen.

### Privates
Feller war mit Carlotta „Lotty“ Walburga Gabelsberger (1923–1980), einer deutschstämmigen Argentinierin, verheiratet, die als kleines Kind mit ihren Eltern nach Südamerika gekommen war, und hatte eine Tochter und einen Sohn. Mit Kollegen wie dem Bariton Claudio Nicolai und dem Dirigenten Georg Fischer verband ihn eine enge Freundschaft, ebenfalls mit dem Tenor David Kuebler. Nach Beendigung seiner Bühnenlaufbahn lebte Feller weiterhin in Köln. Er starb im Alter von 96 Jahren in Kempten im Allgäu, wo er die letzten Monate vor seinem Tod verbracht hatte. Beigesetzt wurde er im Grab seiner Ehefrau auf dem Kölner Melaten-Friedhof.

## Tondokumente
Fellers Stimme ist in mehreren Opern-Gesamtaufnahmen, durch Rundfunkaufnahmen und durch verschiedene Live-Mitschnitte dokumentiert. Seine Aufnahmen wurden unter anderem bei der Deutschen Grammophon (Bartolo, Notar im Rosenkavalier), bei Decca (Alfonso, Bartolo) und EMI/Capriccio (Die sieben Todsünden von Kurt Weill) veröffentlicht. Live-Mitschnitte aus der Kölner Oper wurden auch im Fernsehen ausgestrahlt. Außerdem wurden Aufführungen, in denen Feller mitwirkt, auf Video und DVD neu herausgegeben (Warner-Video, Arthaus-Video).